# Reinhold Joest

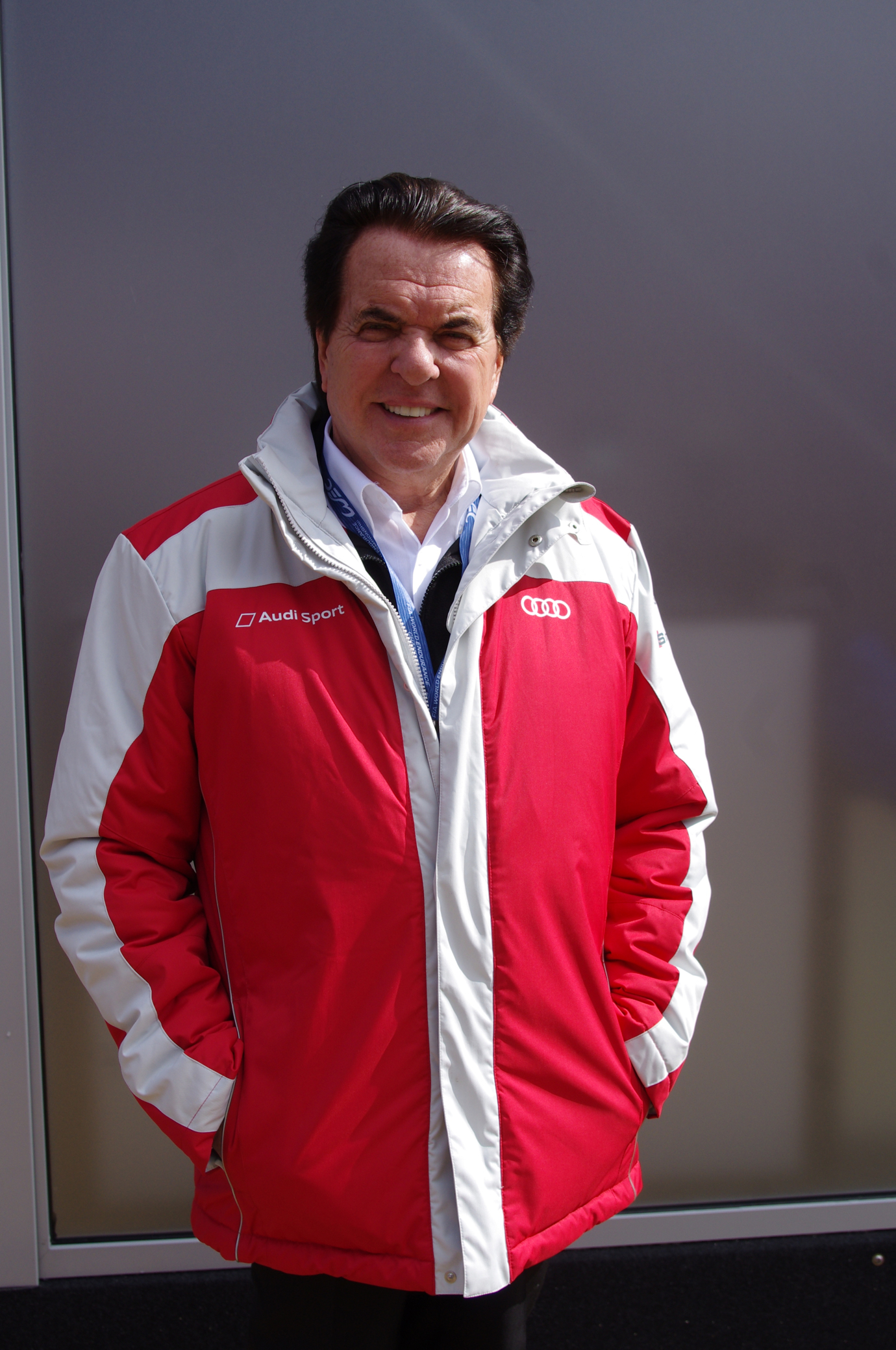
Reinhold Joest

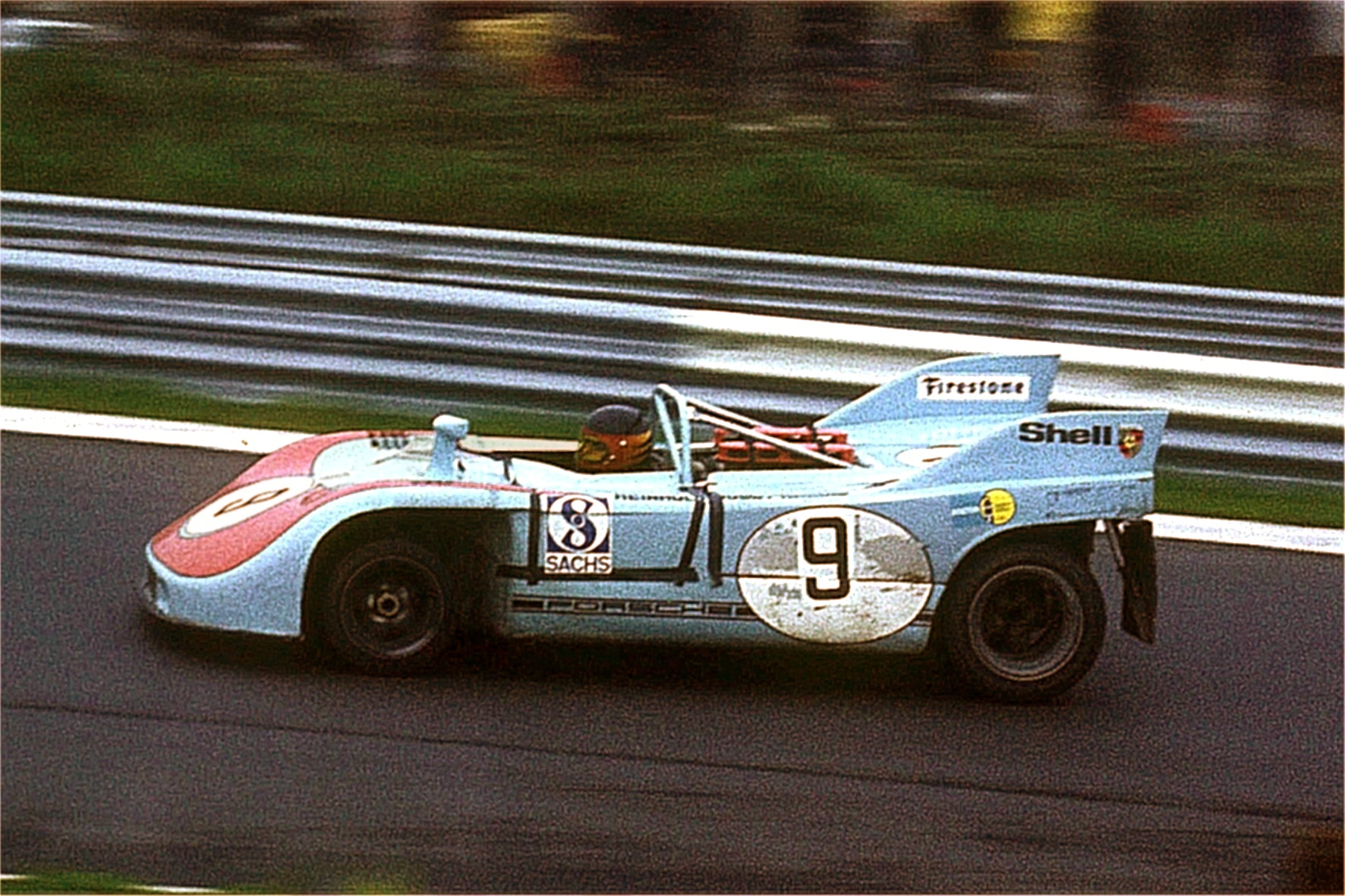
Reinhold Joest im Porsche 908/03 beim 1000-km-Rennen auf dem Nürburgring

Reinhold Joest (* 24. April 1937 in Abtsteinach) ist ein ehemaliger deutscher Automobilrennfahrer und Eigentümer von Joest Racing.

## Karriere
Joest ist gelernter Kaufmann. Seine Karriere als Rennfahrer begann er 1962 mit einem Porsche Carrera und einem Alfa Romeo. Bis 1968 bestritt er vor allem Bergrennen und wurde zweimal Deutscher Meister. Ab 1966 wechselte er allmählich auf Rundkurse und feierte seinen ersten Erfolg beim 1000-km-Rennen auf dem Nürburgring, als er zusammen mit Hermann Dorner in einem Porsche 356B 1600 die Klasse der Prototypen bis 1600 cm³ gewann und Platz 26 im Gesamtklassement belegte. 1971 wurde Joest ins Porsche-Werksteam aufgenommen, in dem er außer einem Le Mans-Sieg auch fast alles erreichte. 1969 wurde er im Ford GT40 in Le Mans Sechster, 1972 Dritter im Porsche 908/2 Langheck. 1978 gründete Joest sein eigenes Rennteam Joest Racing, in dem er zwar Teamchef ist, aber in den ersten drei Jahren auch noch selbst Rennen fuhr. 1978 belegte er im Porsche 936 den dritten und 1980 im selbst aufgebauten Porsche 908/80 den zweiten Platz in Le Mans. Joest gewann die Interserie, mehrere Läufe der Sportwagen-Weltmeisterschaft und 1980 auch das 24-Stunden-Rennen von Daytona. 1981 gewann Joest zusammen mit Jochen Mass in Kyalami sein letztes Rennen als aktiver Rennfahrer. Anschließend beendete er seine Karriere.
1978 gewann er die Gesamtwertung der Klasse der Sportwagen-Europameisterschaft. Dafür erhielt er das Silberne Lorbeerblatt.
Seit 1984 gewann Joest mit seinem Team die 24 Stunden von Le Mans insgesamt 16 Mal.

## Privates
Reinhold Joest ist verheiratet.

## Statistik

### Le-Mans-Ergebnisse
| Jahr | Team                          | Fahrzeug                | Teamkollege      | Teamkollege      | Platzierung | Ausfallgrund |
| ---- | ----------------------------- | ----------------------- | ---------------- | ---------------- | ----------- | ------------ |
| 1969 | Deutsche Auto Zeitung         | Ford GT40 Mk.I          | Helmut Kelleners |                  | Rang 6      |              |
| 1971 | Martini Racing Team           | Porsche 917/20          | Willi Kauhsen    |                  | Ausfall     | Unfall       |
| 1972 | Jo Siffert A.T.E. Racing      | Porsche 908LH           | Michel Weber     | Mario Casoni     | Rang 3      |              |
| 1973 | Martini Racing Team           | Porsche 911 Carrera RSR | Claude Haldi     |                  | Ausfall     | Benzinsystem |
| 1975 | Joest Racing Ovoro            | Porsche 908/03          | Jürgen Barth     | Mario Casoni     | Rang 4      |              |
| 1976 | Martini Racing Joest          | Porsche 936 Spider      | Jürgen Barth     |                  | Ausfall     | Motorschaden |
| 1978 | Martini Racing Porsche System | Porsche 936/77          | Peter Gregg      | Hurley Haywood   | Rang 3      |              |
| 1980 | Equipe Liqui Moly             | Porsche 908/80          | Jacky Ickx       |                  | Rang 2      |              |
| 1981 | Joest Racing                  | Porsche 908/80          | Dale Whittington | Klaus Niedzwiedz | Ausfall     | Unfall       |

### Einzelergebnisse in der Sportwagen-Weltmeisterschaft
| Saison | Team                                            | Rennwagen                                   | 1   | 2   | 3   | 4   | 5   | 6   | 7   | 8   | 9   | 10  | 11  | 12  | 13  | 14  | 15  | 16  | 17  | 18  | 19  | 20  |
| ------ | ----------------------------------------------- | ------------------------------------------- | --- | --- | --- | --- | --- | --- | --- | --- | --- | --- | --- | --- | --- | --- | --- | --- | --- | --- | --- | --- |
| 1964   | Reinhold Joest Nord                             | Porsche 356                                 | DAY | SEB | TAR | MON | SPA | CON | NÜR | ROS | LEM | REI | FRE | CCE | RTT | SIM | NÜR | MON | TDF | BRI | BRI | PAR |
| 1964   | Reinhold Joest Nord                             | Porsche 356                                 |     |     |     |     |     |     |     | 24  |     |     | 18  |     |     |     |     |     |     |     |     |     |
| 1965   | Reinhold Joest                                  | Porsche 356                                 | DAY | SEB | BOL | MON | MON | RTT | TAR | SPA | NÜR | MUG | ROS | LEM | REI | BOZ | FRE | CCE | OVI | NÜR | BRI | BRI |
| 1965   | Reinhold Joest                                  | Porsche 356                                 |     |     |     |     |     |     |     |     |     |     | 17  |     |     |     | 12  |     |     |     |     |     |
| 1966   | Scuderia Lufthansa                              | Porsche 356                                 | DAY | SEB | MON | TAR | SPA | NÜR | LEM | MUG | CCE | HOK | SIM | NÜR | ZEL |     |     |     |     |     |     |     |
| 1966   | Scuderia Lufthansa                              | Porsche 356                                 |     |     | 23  |     |     |     |     |     |     |     |     |     |     |     |     |     |     |     |     |     |
| 1967   | Scuderia Lufthansa                              | Porsche 911 Abarth 1300 OT                  | DAY | SEB | MON | SPA | TAR | NÜR | LEM | HOK | MUG | BRH | CCE | ZEL | OVI | NÜR |     |     |     |     |     |     |
| 1967   | Scuderia Lufthansa                              | Porsche 911 Abarth 1300 OT                  |     |     |     |     |     | DNF |     |     |     |     |     | 9   |     |     |     |     |     |     |     |     |
| 1968   | Caltex Racing Scuderia Lufthansa                | Porsche 906                                 | DAY | SEB | BRH | MON | TAR | NÜR | SPA | WAT | ZEL | LEM |     |     |     |     |     |     |     |     |     |     |
| 1968   | Caltex Racing Scuderia Lufthansa                | Porsche 906                                 |     |     |     |     |     | 11  |     |     | 11  |     |     |     |     |     |     |     |     |     |     |     |
| 1969   | IGFA Racing Deutsche Auto Zeitung               | Ford GT40                                   | DAY | SEB | BRH | MON | TAR | SPA | NÜR | LEM | WAT | ZEL |     |     |     |     |     |     |     |     |     |     |
| 1969   | IGFA Racing Deutsche Auto Zeitung               | Ford GT40                                   |     |     | 16  | 4   |     | 10  | 6   | 6   | 5   |     |     |     |     |     |     |     |     |     |     |     |
| 1970   | Martini Racing                                  | Porsche 908                                 | DAY | SEB | BRH | MON | TAR | SPA | NÜR | LEM | WAT | ZEL |     |     |     |     |     |     |     |     |     |     |
| 1970   | Martini Racing                                  | Porsche 908                                 |     |     |     |     |     |     | 5   |     |     |     |     |     |     |     |     |     |     |     |     |     |
| 1971   | Auto Usdau                                      | Porsche 917                                 | BUA | DAY | SEB | BRH | MON | SPA | TAR | NÜR | LEM | ZEL | WAT |     |     |     |     |     |     |     |     |     |
| 1971   | Auto Usdau                                      | Porsche 917                                 | DNF |     |     | 6   | 7   | 4   |     | 6   | DNF |     |     |     |     |     |     |     |     |     |     |     |
| 1972   | ATE Team Reinhold Joest                         | Porsche 908                                 | BUA | DAY | SEB | BRH | MON | SPA | TAR | NÜR | LEM | ZEL | WAT |     |     |     |     |     |     |     |     |     |
| 1972   | ATE Team Reinhold Joest                         | Porsche 908                                 |     |     |     | DNF | 2   | DNF |     | DNF | 3   |     | 6   |     |     |     |     |     |     |     |     |     |
| 1973   | Reinhold Joest Porsche                          | Porsche 908 Porsche Carrera RSR             | DAY | VAL | DIJ | MON | SPA | TAR | NÜR | LEM | ZEL | WAT |     |     |     |     |     |     |     |     |     |     |
| 1973   | Reinhold Joest Porsche                          | Porsche 908 Porsche Carrera RSR             | DNF | 5   | DNF | DNF | 10  |     |     | DNF |     |     |     |     |     |     |     |     |     |     |     |     |
| 1974   | Joest Racing                                    | Porsche 908                                 | MON | SPA | NÜR | IMO | LEM | ZEL | WAT | LEC | BRH | KYA |     |     |     |     |     |     |     |     |     |     |
| 1974   | Joest Racing                                    | Porsche 908                                 | 7   |     | 19  | 8   |     | DNF |     | 4   | 17  | DNF |     |     |     |     |     |     |     |     |     |     |
| 1975   | Joest Racing Scuderia Brescia                   | Porsche 908                                 | DAY | MUG | DIJ | MON | SPA | PER | NÜR | ZEL | WAT |     |     |     |     |     |     |     |     |     |     |     |
| 1975   | Joest Racing Scuderia Brescia                   | Porsche 908                                 |     | DNF | 2   | 2   | 7   | 3   | DNF | 3   | 4   |     |     |     |     |     |     |     |     |     |     |     |
| 1976   | Joest Racing Kremer Racing                      | Porsche Carrera RSR Porsche 908 Porsche 934 | MUG | VAL | NÜR | MON | SIL | IMO | NÜR | ZEL | PER | WAT | MOS | DIJ | DIJ | SAL |     |     |     |     |     |     |
| 1976   | Joest Racing Kremer Racing                      | Porsche Carrera RSR Porsche 908 Porsche 934 | 4   |     | 1   | 3   |     | 3   |     |     | DNF |     |     | 8   | 4   | 2   |     |     |     |     |     |     |
| 1977   | Kremer Racing Joest Racing GVEA Schiller Racing | Porsche 935 Porsche 908 Porsche 934         | DAY | MUG | DIJ | MON | SIL | NÜR | VAL | PER | WAT | EST | LEC | MOS | IMO | SAL | BRH | HOK | VAL |     |     |     |
| 1977   | Kremer Racing Joest Racing GVEA Schiller Racing | Porsche 935 Porsche 908 Porsche 934         | 3   |     | DNF | DNF | 8   | 7   |     |     |     |     |     |     |     |     | 3   | DNF |     |     |     |     |
| 1978   | Konrad Motorsport Joest Racing Porsche          | Porsche 935 Porsche 936                     | DAY | SEB | MUG | TAL | DIJ | SIL | NÜR | LEM | MIS | DAY | WAT | VAL | ROD |     |     |     |     |     |     |     |
| 1978   | Konrad Motorsport Joest Racing Porsche          | Porsche 935 Porsche 936                     | 13  |     | 2   |     |     |     | 5   | 3   |     |     |     |     |     |     |     |     |     |     |     |     |
| 1979   | Joest Racing                                    | Porsche 935 Porsche 908                     | DAY | SEB | MUG | TAL | DIJ | RIV | SIL | NÜR | LEM | PER | DAY | WAT | SPA | BRH | ROA | VAL | ELS |     |     |     |
| 1979   | Joest Racing                                    | Porsche 935 Porsche 908                     | 46  |     |     |     | 1   |     |     | DNF |     |     |     |     |     | 1   |     | DNF |     |     |     |     |
| 1980   | Joest Racing                                    | Porsche 935 Porsche 908                     | DAY | BRH | SEB | MUG | MON | RIV | SIL | NÜR | LEM | DAY | WAT | SPA | MOS | ROA | VAL | DIJ |     |     |     |     |
| 1980   | Joest Racing                                    | Porsche 935 Porsche 908                     | 1   | DNF |     |     |     |     |     |     | 2   |     | DNF |     |     |     |     |     |     |     |     |     |
| 1981   | Reinhold Joest Joest Racing                     | Porsche 908                                 | DAY | SEB | MUG | MON | RIV | SIL | NÜR | LEM | PER | DAY | WAT | SPA | MOS | ROA | BRH |     |     |     |     |     |
| 1981   | Reinhold Joest Joest Racing                     | Porsche 908                                 |     |     |     |     |     | DNF | 2   | DNF |     |     |     |     |     |     |     |     |     |     |     |     |